# Gerhard Schreeb
Gerhard Schreeb (* 20. Juli 1930 in Heidesheim; † 4. November 1965 in Mainz) war ein deutscher Politikwissenschaftler.

## Leben
Gerhard Schreeb wurde 1944 zum Volkssturm eingezogen und geriet in amerikanische Kriegsgefangenschaft. Er beteiligte sich aktiv am Aufbau der katholischen Jugend im Bistum Mainz nach 1945 und begann nach seinem Abitur im Sommer 1949 an der Universität Mainz ein Studium der Philosophie, Geschichte und katholischen Theologie. 1954 wurde er als Schüler von Karl Holzamer mit einer Dissertation zu "Staat, Gesellschaft, Freiheit. Eine staats- und sozialphilosophische Untersuchung im Anschluss an die katholische Publizistik der Gegenwart" promoviert. Schreeb war Diözesanjugendführer im BDKJ des Bistums Mainz und übernahm nach seiner Promotion die Stelle eines Pressereferenten im Jugendhaus Düsseldorf. 1956 wurde er Bundesführer des BDKJ, ein Amt, das er in enger Zusammenarbeit mit Prälat Willy Bokler ausfüllte. In dieser Zeit war er außerdem Vorsitzender des Deutschen Bundesjugendringes und Vizepräsident des Weltverbandes der katholischen Jugend.
Seine berufliche Laufbahn begann als Dozent für Sozial- und Zeitgeschichte im wissenschaftlichen Führungs- und Lehrstab an der Schule der Bundeswehr für Innere Führung in Koblenz. Dort engagierte sich Schreeb v. a. im Bereich der Widerstandsforschung und politischen Bildung, u. a. als Referent in der Politischen Akademie Eichholz. Kontakte bestanden u. a. zu Bruno Heck und Bernhard Vogel. 1964 wurde Schreeb auf eine neugeschaffene Dozentur für Politische Bildung und Didaktik an der damaligen Pädagogischen Hochschule in Worms berufen. Er arbeitete an einer Habilitationsschrift bei Gerhard Möbus. Schreeb verstarb bei einem Autounfall. Er war verheiratet und hatte drei Kinder.

## Werke
- Papstworte an die deutsche Jugend. Düsseldorf 1957.
- Vertreter im Jugendring. Düsseldorf 1962.
- Demokratie in Deutschland: Weimarer Republik, Bundesrepublik. Ein Vergleich. Osnabrück 1962. (Politik der Gegenwart. Band 7.)
- Menschenwürde gegen Gewaltherrschaft. Die Beweggründe der deutschen Opposition gegen Hitler. Osnabrück 1963. (Politik der Gegenwart. Band 10.)
- Jugend und Politik: Über die Erziehung zur politischen Mitverantwortung. München 1963.